# Mannia triandra
Mannia triandra ist eine Lebermoos-Art aus der Familie Aytoniaceae.
Synonyme sind: Mannia rupestris (Nees) Frye & L.Clark., Grimaldia rupestris (Nees) Lindenb. An deutschen Namen gibt es: Dreimänniges Grimaldimoos, Fels-Grimaldimoos, Kurzes Tarnlebermoos und Dreimänniges Zwerglungenmoos.
Die Art ist geschützt nach Anhang II FFH-Richtlinie.

## Merkmale
Der herzförmig gelappte und verzweigte Thallus ist bläulich-grün, 2 bis 3 Millimeter breit und 1 bis 2 Zentimeter lang, die Thallusränder sind flach. Die Pflanzen sind geruchlos. Die Thallusoberfläche ist deutlich gefeldert, die Atemöffnungen sind emporgehoben und von ein bis drei Zellreihen umgeben. Die bläuliche Thallusunterseite ist vereinzelt mit hellgrünen oder blassroten Bauchschuppen besetzt. Der Thallus ist im Querschnitt etwa fünfmal so breit wie hoch. Das Assimilationsgewebe (Atemhöhlen) nimmt in der Mitte gut die obere (dorsale) Hälfte, an den Rändern die gesamte Thallusdicke ein.
Die Geschlechterverteilung ist autözisch. Die rundlichen Antheridienstände befinden sich an den Thallusspitzen. Die Träger der Archegonienstände sind 1 bis 2 Zentimeter hoch. Das halbkugelige Köpfchen (Carpocephalum) enthält 2 bis 4 Sporenkapseln. Reife Sporen sind 60 bis 70 Mikrometer groß, braun und undeutlich gefeldert.
Die Pflanzen sind kurzlebig und sterben nach der Sporenreife – diese erfolgt vom Frühjahr bis zum Sommer – ab. Ältere und abgestorbene Thalli sind löchrig, da die Atemhöhlen einreißen.

## Standortansprüche
Mannia triandra wächst einerseits an schattigen, luftfeuchten, geschützten Felsspalten auf kalkigem Detritus und auf Erde, auch an offenen, grusigen Erdstandorten, andererseits – besonders in höheren Lagen – auch an wärmebegünstigten, südexponierten Standorten.

## Verbreitung
Die Art hat in Europa ihren Verbreitungsschwerpunkt in den österreichischen Alpen, wo sie in den östlichen Nordalpen zerstreut, in den Zentralalpen, den Südalpen und im Alpenvorland selten vorkommt. In Deutschland und der Schweiz ist sie selten bis sehr selten. Die Höhenverbreitung reicht von der kollinen bis zur subalpinen Höhenstufe. Neben den zentraleuropäischen Vorkommen werden solche auch vom östlichen Nordamerika angegeben.